# Tomoplagia quadrivittata
Tomoplagia quadrivittata
 es una especie de insecto del género Tomoplagia de la familia Tephritidae del orden Diptera. 
Lima la describió científicamente por primera vez en el año 1934.